# 梁安郡 (福建)
梁安郡，中国南北朝时设置的郡。

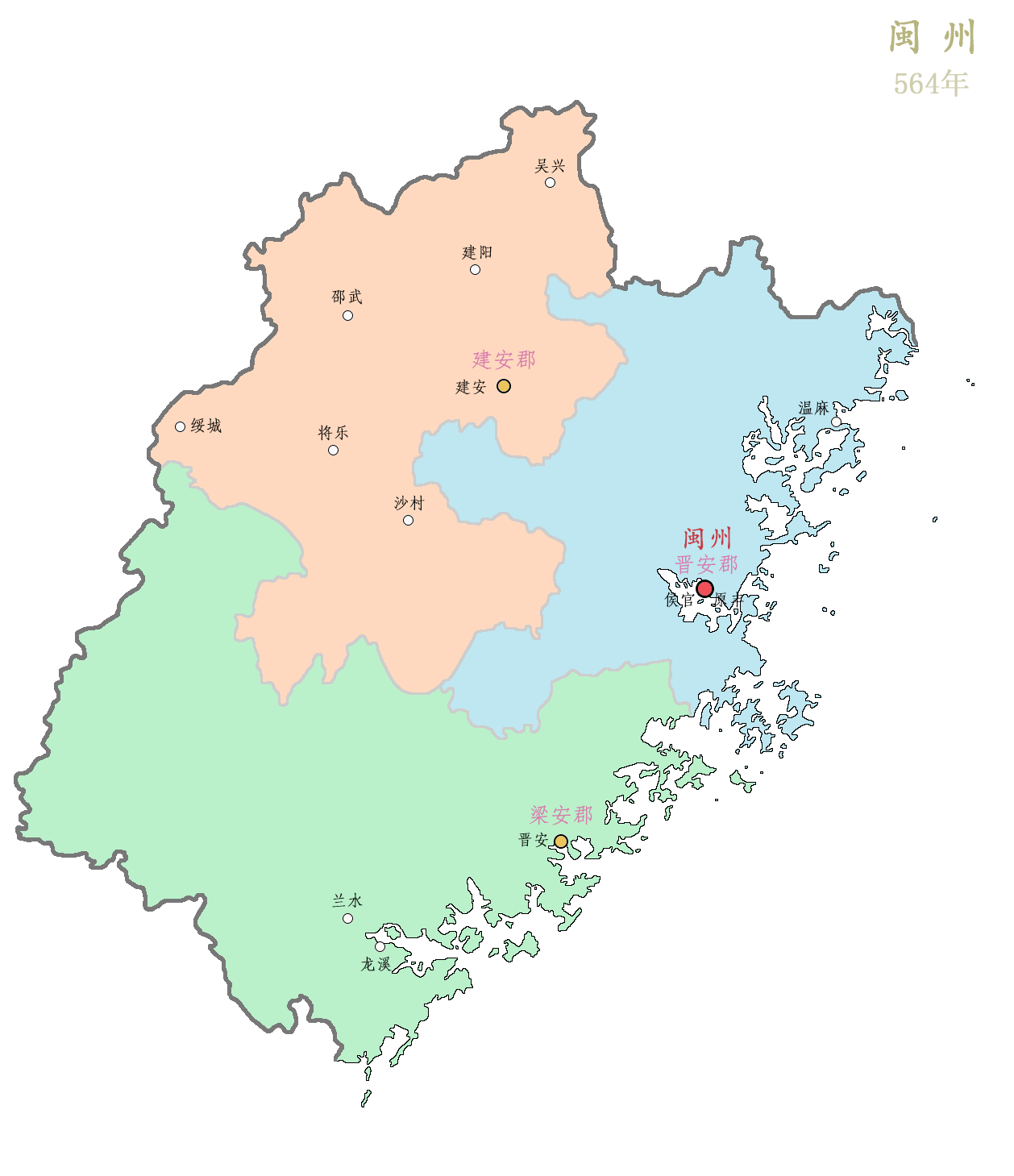
梁安郡（564年）

南朝梁天监（502年—519年）中，分晋安郡置，治所在晋安县（今福建省南安市丰州镇）。辖境相当今福建省晋江、九龙江、木兰溪三流域及厦门、金门等市县。陈天嘉五年（564年），改名南安郡。梁、陈时为对南海交通的重要港口。